# Улица Аскольдовцев
У́лица Аско́льдовцев — улица в Мурманске. Расположена в Ленинском округе Мурманска.

## География
Расположена между берегом Кольского залива и проспектом Героев-Североморцев, она поднимается по склону сопки Зелёного мыса, связывая между собой улицы Александрова, Чумбарова-Лучинского, Саши Ковалёва, Халатина и Инженерную.

## История
Нынешнее название улица получила 31 марта 1967 года, до этого носила название Окружной. В названии улицы запечатлена память о славной команде корабля русского военно-морского флота — крейсера «Аскольд».

## Расположение улицы

- Лежит рядом и севернее улицы имени И. И. Александрова. Она начинается с перекрёстка между улицей Александрова и дорогой, ведущей к памятнику защитникам Заполярья, а заканчивается в 201 — м микрорайоне. Улица Аскольдовцев пересекается с улицами Чумбарова-Лучинского, Саши Ковалёва, Халатина.

## Застройка улицы
Застраивалась улица со второй половины 1960-х годов, и большинство домов на этой улице из крупных панелей. У конца её, выходящего к мемориалу защитникам Советского Заполярья, протянулись ряды гаражей владельцев личного автотранспорта.

### Здания
- Улица Аскольдовцев. МАЛ.
- Улица Аскольдовцев. Бывший ресторан «Встреч».
- Улица Аскольдовцев. Детсад № 94.
- Улица Аскольдовцев. Детсад № 95.
- Улица Аскольдовцев. Детсад № 105.